# Nesttun–Osbanen
Nesttun-Osbanen, ofte forkortet Osbanen, var en jernbane mellem Nesttun og Osøyro ved Bergen i Norge. Banen åbnede 1. juli 1894 og blev nedlagt 2. september 1935 som den første jernbane i Norge. Banen var en 26,3 km lang smalsporsbane med sporvidden 750 mm.

## Historie
Ideen om at bygge en jernbane mellem Bergen og Os blev første gang fremsat i 1870'erne. Det tog lang tid at skaffe den nødvendige finansiering, der til sidst kom fra blandt andet konsul Fredrik Georg Gade og skibsreder Johan Ludwig Mowinckel samt i form af byggelån fra staten. Strækningen blev bygget med en mindste kurveradius på 50 m, sporvidde på 750 mm og uden tunneler. Banen kom til at gå fra Nesttun omtrent langs med Fanavegen gennem Rådalen til Fana og langs med vestsiden af Kalandsvatnet, og videre fra Kalandseidet langs med den nuværende Europavej 39 til Os.
Banen fik koncession 2. februar 1891 med en varighed på 40 år fra åbningsdagen. Banen åbnede 1. juli 1894. Jernbaneselskabet kæmpede i mange år med økonomiske problemer på grund af stor gæld, men det stabiliserede sig omkring 1900. I 1920'erne begyndte rutebiltrafikken at blive en alvorlig konkurrent, idet rejsetiden fra Osøyro til Bergen var omkring 1 time og 20 minutter ad landevejen mod jernbanens 1 time og 50 minutter. Banen blev nedlagt 2. september 1935 som den første jernbane i Norge. Noget af materiellet blev efterfølgende solgt til Urskog–Hølandsbanen, en af de få andre baner i Norge med sporvidde 750 mm og drift med damplokomotiver. Efter denne banes nedlæggelse kom to af personvognene til Norsk jernbanemuseum i Hamar, hvor de benyttes i museet "Tertittoget".
Sporene blev fjernet i 1936, men det meste af tracéen er stadig synlig. I 1980 blev det meste af tracéen i Bergen omdannet til en gang- og cykelsti, og det er derfor muligt at gå eller cykle de 12,7 km fra Nesttun til Kismul. Et par andre stykker af strækningen er også omdannet til stier. Stend Station er omdannet til jernbanemuseum med en mindre udstilling om banen og udstilling af enkelte køretøjer. Stationsbygningen er den eneste fra banen, der stadig fremstår i den oprindelige stil. Flere andre stationsbygninger er ganske vist også bevarede, men de er blevet ombygget.